# Pere Parramon Rubio
Pere Parramon Rubio (Girona, 27 d'abril de 1977) és un doctor en història de l'art, professor, investigador, escriptor, gestor cultural i crític d'art especialitzat en l'estudi i la mediació de l'art contemporani, així com en les relacions entre èpoques i artistes. Des del març de 2024, ocupa el càrrec de subdelegat del Govern d'Espanya a Girona.
Es va llicenciar en Història de l'Art a la Universitat de Girona. També és màster en Comunicació i Crítica d'Art per la Universitat de Girona, en Simbologia per la Universitat de Barcelona, i en Direcció de centres docents públics per l'Escola d'Administració Pública de Catalunya. És membre de l'Associació Catalana de Crítics d'Art i de la International Association of Critics of Art, president de l'Associació dels Amics del Museu d'Art de Girona entre 2016 i 2018 i ha estat comissari d'exposicions al Centre Social i Cultural de la Fundació la Caixa  de Lleida; el Museu Memorial de l'Exili de La Jonquera; el Museu Frederic Marès de Barcelona;  el Museu de l'Empordà, a Figueres; i el Museu d'Art de Granollers, entre d'altres. Ha estat professor associat de teoria de l'Art i d'anàlisi de mitjans de comunicació i és professor associat d'Historiografia i Metodologia als estudis de Grau en Història de l'Art de la Universitat de Girona i, des del 2023, professor d'Història de la moda en el Grau en Moda de l'ERAM i la Universitat de Girona.
Des del 2023 ha estat regidor del grup municipal del PSC a l'Ajuntament de Girona, i conseller comarcal del Consell Comarcal del Gironès, fins a la seva designació com a subdelegat del Govern d'Espanya a Girona, a partir del 12 de març de 2024, substituint en el càrrec Albert Bramon.

## Obra
Assaig
- 2021: Art contemporani a Girona, 1994-2019 (amb M. Lluïsa Faxedas i Brujats). Girona: Grup Excursionista i Esportiu Gironí - GEiEG, 2021. ISBN 978-84-09-28369-9.
- 2021: Juego de tronos: Realidades, ficciones, turismos (amb F. Xavier Medina). Cuenca i Santander: Ediciones de la Universidad de Castilla la Mancha i Editorial Universidad de Cantabria. ISBN 978-84-9044-476-4.

Novel·la
- 2017: El noi saltador i la reina dels guardians rossos. Barcelona: Sd·edicions. ISBN 978-84-946112-9-2.
- 2021: La llengua dels ocells. Barcelona: Sd·edicions. ISBN 978-84-122814-6-0.